# Compagnie rhénane de raffinage
Pour les articles homonymes, voir CRR.
La Compagnie Rhénane de Raffinage (CRR) était une société créée en 1963, initialement filiale de plusieurs compagnies pétrolières dont Shell. Elle appartenait depuis avril 2008 à la compagnie suisse Petroplus, sous le nom de Petroplus Raffinage Reichstett (PRR). Son activité était le raffinage du pétrole et le site se trouve à 10 km au nord de Strasbourg sur les communes de Reichstett et Vendenheim.
Elle a été radiée du registre du commerce (592-055-537) le 30 juillet 2009.

## Histoire
La construction de l’établissement a débuté en 1961, avant la création de la Compagnie Rhénane de Raffinage (CRR), société anonyme, par cinq importantes sociétés de raffinage pétrolier : Shell (actionnaire majoritaire), Total, BP, Elf et Mobil. Lors de sa création, le site avait beaucoup moins d’unités qu’aujourd’hui. C’est à partir des années 1980 qu’on a commencé à en construire de nouvelles, notamment le FCC, une unité de distillation sous vide et une unité Claus. En outre, dans les années 1990, d’importantes réorganisations et modernisations ont été réalisées au niveau des salles de contrôle, des automatismes et de l’instrumentation. Parallèlement, le groupe des gérants a aussi évolué, à cause notamment de la fusion Total-Elf, et de la cession de parts de Total, si bien que Shell est devenue propriétaire à 100 % courant 2007, pour finalement revendre la société à Petroplus, en mars 2008. C’est alors que CRR devient PRR (Petroplus Raffinage Reichstett).
Le 21 octobre 2010, Petroplus annonçait l'arrêt des unités de raffinage, la transformation du site en dépôt de produits finis, et le licenciement de ses 250 employés

## Production
Alimenté depuis Fos-sur-Mer par l'oléoduc sud-européen, le site produit toute la palette du raffinage du pétrole, des bitumes au GPL en passant par des produits destinés à l'industrie pétrochimique, mais concentre son activité principalement sur les carburants (essences, gazole, fioul). Il alimente l'est de la France et exporte une partie de sa production vers les pays voisins : l'Allemagne et la Suisse. Il dispose, pour ses acheminements, d'une gare ferroviaire, routière et d'un port.

## Sécurité et environnement
L'établissement est classé Seveso II, niveau haut et dispose d'un Plan Particulier d'Intervention (P.P.I.) et fait l'objet d'un plan d'opération interne (P.O.I.) régissant les procédures d'alerte et l'organisation des secours à l'intérieur de l'établissement.
Son site de vaste étendue constitue également une réserve pour la faune et la flore sauvage de la plaine du Rhin.